# Eleven Men Out
Eleven Men Out è un film del 2005, diretto da Róbert Ingi Douglas che tratta il delicato tema dell'omosessualità nel calcio.

## Trama
Ottar Thor, stella indiscussa della squadra di calcio islandese in cui gioca, approfitta di un'intervista per annunciare ai suoi compagni di squadra la sua omosessualità. Da quel momento la vita nel mondo del calcio diventa difficile per lui e nonostante sia il perno della squadra viene lentamente allontanato da compagni e allenatore. Non gli resta che unirsi ad una squadra composta quasi interamente da giocatori omosessuali, per lo più dilettanti. Questa decisione accresce la popolarità della sua nuova squadra e indispettisce la vecchia. Infine viene organizzato un incontro tra le due.